# Stefan Reinartz
Stefan Reinartz (Engelskirchen, 1º gennaio 1989) è un ex calciatore tedesco.
Nel 2008 ha vinto il Campionato europeo Under-19 con la Nazionale tedesca. Si è ritirato il 27 maggio 2016 a causa dei continui problemi fisici avuti negli ultimi 3 anni di carriera.

## Statistiche

### Presenze e reti nei club
Statistiche aggiornate al 22 aprile 2016.
| Stagione                | Squadra                 | Campionato              | Campionato | Campionato | Coppe nazionali | Coppe nazionali | Coppe nazionali | Coppe continentali | Coppe continentali | Coppe continentali | Altre coppe | Altre coppe | Altre coppe | Totale | Totale |
| Stagione                | Squadra                 | Comp                    | Pres       | Reti       | Comp            | Pres            | Reti            | Comp               | Pres               | Reti               | Comp        | Pres        | Reti        | Pres   | Reti   |
| ----------------------- | ----------------------- | ----------------------- | ---------- | ---------- | --------------- | --------------- | --------------- | ------------------ | ------------------ | ------------------ | ----------- | ----------- | ----------- | ------ | ------ |
| 2007-2008               | Bayer Leverkusen        | BL                      | -          | -          | -               | -               | -               | -                  | -                  | -                  | -           | -           | -           | -      | -      |
| ago.-dic.2008           | Bayer Leverkusen        | BL                      | -          | -          | CG              | 1               | 0               | -                  | -                  | -                  | -           | -           | -           | 1      | 0      |
| gen.-mag. 2009          | Norimberga              | 2L                      | 16+2       | 0+0        | -               | -               | -               | -                  | -                  | -                  | -           | -           | -           | 16+2   | 0      |
| 2009-2010               | Bayer Leverkusen        | BL                      | 27         | 2          | CG              | 2               | 0               | -                  | -                  | -                  | -           | -           | -           | 29     | 2      |
| 2010-2011               | Bayer Leverkusen        | BL                      | 31         | 2          | CG              | 2               | 0               | UEL                | 2+8                | 0+1                | -           | -           | -           | 43     | 3      |
| 2011-2012               | Bayer Leverkusen        | BL                      | 30         | 3          | CG              | 1               | 0               | UCL                | 7                  | 0                  | -           | -           | -           | 38     | 3      |
| 2012-2013               | Bayer Leverkusen        | BL                      | 29         | 3          | CG              | 3               | 0               | UEL                | 5                  | 0                  | -           | -           | -           | 37     | 3      |
| 2013-2014               | Bayer Leverkusen        | BL                      | 14         | 0          | CG              | 3               | 0               | UCL                | 5                  | 0                  | -           | -           | -           | 22     | 0      |
| 2014-2015               | Bayer Leverkusen        | BL                      | 17         | 1          | -               | -               | -               | UCL                | 1+3                | 0+0                | -           | -           | -           | 21     | 1      |
| Totale Bayer Leverkusen | Totale Bayer Leverkusen | Totale Bayer Leverkusen | 148        | 11         |                 | 12              | 0               |                    | 31                 | 1                  |             |             |             | 191    | 12     |
| 2015-2016               | Eintracht Francoforte   | BL                      | 15         | 1          | CG              | 2               | 0               | -                  | -                  | -                  | -           | -           | -           | 17     | 1      |
| Totale carriera         | Totale carriera         | Totale carriera         | 181        | 12         |                 | 14              | 0               |                    | 31                 | 1                  |             |             |             | 226    | 12     |

### Cronologia presenze e reti in nazionale
| Cronologia completa delle presenze e delle reti in nazionale ― Germania | Cronologia completa delle presenze e delle reti in nazionale ― Germania | Cronologia completa delle presenze e delle reti in nazionale ― Germania | Cronologia completa delle presenze e delle reti in nazionale ― Germania | Cronologia completa delle presenze e delle reti in nazionale ― Germania | Cronologia completa delle presenze e delle reti in nazionale ― Germania | Cronologia completa delle presenze e delle reti in nazionale ― Germania | Cronologia completa delle presenze e delle reti in nazionale ― Germania |
| Data                                                                    | Città                                                                   | In casa                                                                 | Risultato                                                               | Ospiti                                                                  | Competizione                                                            | Reti                                                                    | Note                                                                    |
| ----------------------------------------------------------------------- | ----------------------------------------------------------------------- | ----------------------------------------------------------------------- | ----------------------------------------------------------------------- | ----------------------------------------------------------------------- | ----------------------------------------------------------------------- | ----------------------------------------------------------------------- | ----------------------------------------------------------------------- |
| 13-5-2010                                                               | Aquisgrana                                                              | Germania                                                                | 3 – 0                                                                   | Malta                                                                   | Amichevole                                                              | -                                                                       | 72’                                                                     |
| 29-5-2013                                                               | Boca Raton                                                              | Germania                                                                | 4 – 2                                                                   | Ecuador                                                                 | Amichevole                                                              | -                                                                       | 66’ 75’                                                                 |
| 2-6-2013                                                                | Washington                                                              | Stati Uniti                                                             | 4 – 3                                                                   | Germania                                                                | Amichevole                                                              | -                                                                       |                                                                         |
| Totale                                                                  |                                                                         | Presenze                                                                | 3                                                                       |                                                                         | Reti                                                                    | 0                                                                       |                                                                         |

## Palmarès

### Nazionale

#### Competizioni internazionali
- Campionato d'Europa Under-19: 1

2008
PATT